# Чемпионат СССР по вольной борьбе 1969
25-й Чемпионат СССР по вольной борьбе проходил в Минске (наилегчайший, лёгкий, 2-й полусредний, 2-й средний и тяжёлый веса) с 12 по 15 июня 1969 года, в Луганске (легчайший, полулёгкий, 1-й полусредний, 1-й средний и полутяжёлый веса) с 19 по 22 июня 1969 года. В соревнованиях участвовало 194 борца.

## Медалисты
| Весовая категория   | Золото                                     | Серебро                                    | Бронза                                        |
| ------------------- | ------------------------------------------ | ------------------------------------------ | --------------------------------------------- |
| Наилегчайший вес    | Роман Дмитриев Вооружённые Силы (Москва)   | Юрий Кишиев «Спартак» (Орджоникидзе)       | Рафик Гаджиев Вооружённые Силы (Баку)         |
| Легчайший вес       | Аминула Насрулаев «Динамо» (Махачкала)     | Гавриил Дмитриев Вооружённые Силы (Москва) | Николай Руснак «Колос» (Чернигов)             |
| Полулёгкий вес      | Иван Кулешов Вооружённые Силы (Киев)       | Каральби Шомахов «Труд» (Махачкала)        | Ильдус Шишкин «Динамо» (Казань)               |
| Лёгкий вес          | Загалав Абдулбеков «Динамо» (Махачкала)    | Николай Захаров «Урожай» (Якутск)          | Юрий Королёв «Красное Знамя» (Минск)          |
| 1-й полусредний вес | Нодар Хохашвили «Колмеурне» (Тбилиси)      | Насрула Насрулаев «Динамо» (Махачкала)     | Василий Казахов «Буревестник» (Москва)        |
| 2-й полусредний вес | Зарбег Бериашвили «Спартак» (Тбилиси)      | Игорь Ермолаев Вооружённые Силы (Рига)     | Виктор Зильберман «Молдова» (Кишинёв)         |
| 1-й средний вес     | Юрий Шахмурадов «Спартак» (Махачкала)      | Леван Тедиашвили «Гантиади» (Тбилиси)      | Алик Темираев Вооружённые Силы (Орджоникидзе) |
| 2-й средний вес     | Геннадий Страхов Вооружённые Силы (Москва) | Андрей Цховребов «Колмеурне» (Тбилиси)     | Петр Медведь «Буревестник» (Минск)            |
| Полутяжёлый вес     | Владимир Гулюткин «Спартак» (Киев)         | Лийва Калю «Динамо» (Таллин)               | Шота Ломидзе «Динамо» (Тбилиси)               |
| Тяжёлый вес         | Александр Медведь «Буревестник» (Минск)    | Леонид Китов Вооружённые Силы (Минск)      | Анатолий Палько «Спартак» (Караганда)         |